# Dents du Midi
Dents du Midi (také Dent du Midi) je hora na jihozápadě Švýcarska, v blízkosti hranice s Francií, ve francouzsky mluvící části kantonu Valais.
S nadmořskou výškou 3 257 metrů je nejvyšší horou Savojských Alp a masivu Chablais.
Dents du Midi má několik vrcholů. Nejvyšší je Haute Cime (3 257 m), následován vrcholem Cime de l'Est (3 178 m).

## Geografie
Hora leží 25 kilometrů jižně od Ženevského jezera a necelých 40 kilometrů severně od nejvyšší hory Evropy Mont Blancu. Severozápadně leží obec Champéry na řece La Vieze, jihovýchodně se nachází menší jezero Salanfe. Nejbližším městem je 13 kilometrů vzdálené Martigny.